# GOSI
The General Organization for Social Insurance (GOSI) ist ein Amt für Soziale Sicherheit im Königreich Saudi-Arabien. Seine Aufgaben sind vergleichbar mit denen der Sozialversicherungen in Deutschland. Die GOSI sammelt die Beiträge von Arbeitgebern und zahlt Leistungen an berechtigte Versicherte und ihre Familienangehörigen.
Die Administration des Amtes besteht aus elf Direktoren, die Direktoren sind Minister der Regierung, Arbeitgeber und Versicherte. Der Hauptsitz befindet sich in Riad.
Die Aufgaben der GOSI sind in einem 70 Artikel umfassenden Gesetzestext mit der Bezeichnung Social Insurance Law beschrieben, der Text wurde am 13. November 2000 mit dem Royalen Dekret Nummer 199 erlassen.